# 清大梅園
國立清華大學梅園，是清大在臺復校首任校長、中華民國第2、6任教育部部長梅貽琦之墓園，坐落於新竹市東區校本部的校區後山，1962年7月28日破土興建，由清華大學校友、華泰建築事務所建築師張昌華設計建造，佔地5219.03平方公尺，自入口處到陵墓的步道兩旁各種有一排龍柏。園區栽種300多棵梅樹，為新竹地區賞梅勝地。

## 概要

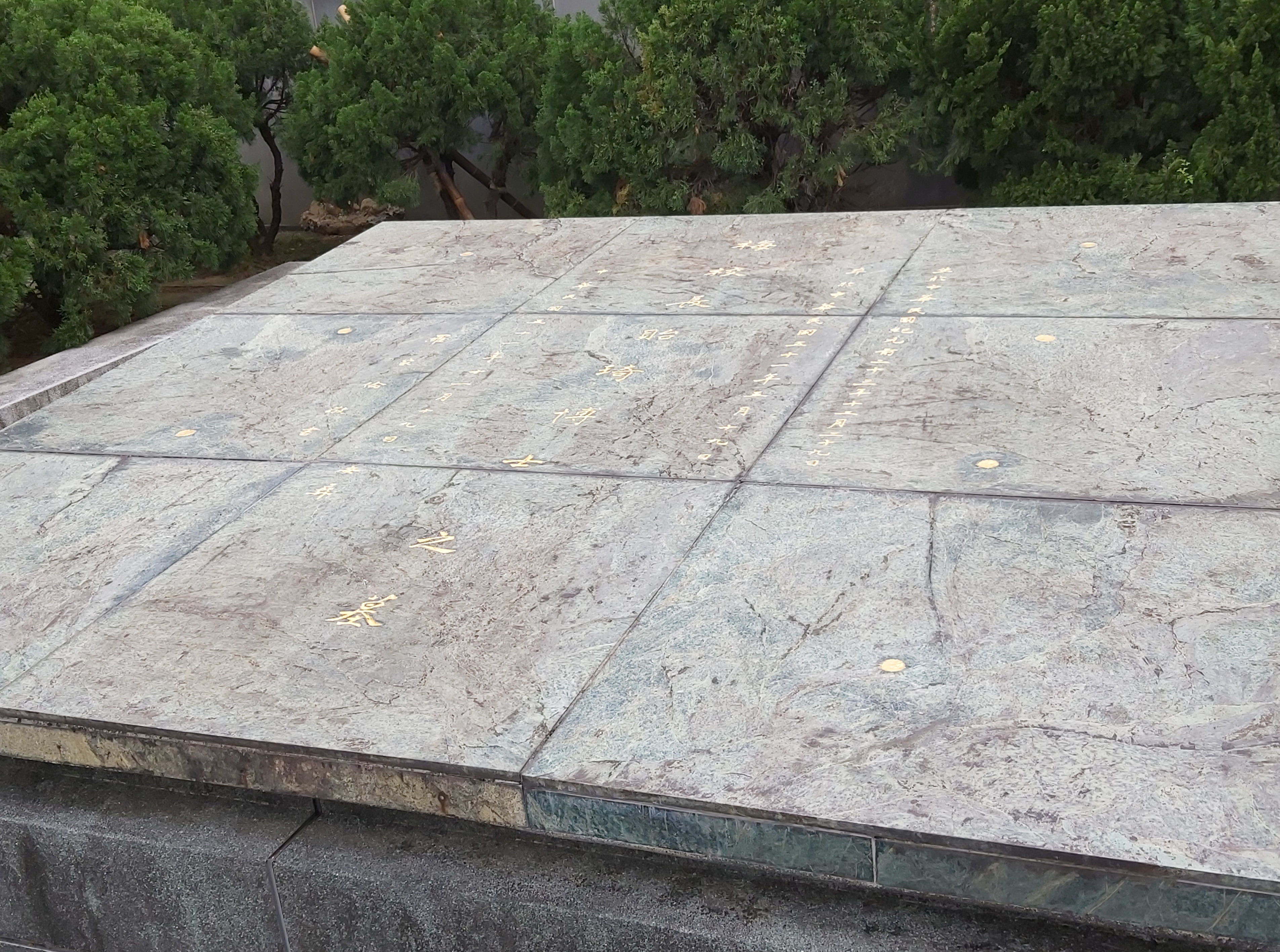
羅家倫書寫的墓碑

1962年5月19日上午11時，梅貽琦在臺大醫院病逝，同月23日在臺北市極樂殯儀館舉行追思禮拜暨公祭大典，下午大殮後靈柩發引至新竹國立清華大學的辦公大樓暫厝，另擇期再安葬於校園內。墓地選址工作由治喪委員會及梅貽琦遺孀韩咏华共同進行，歷時半年最後選定現址，乃梅貽琦生前原擬規劃作為清大校長宿舍的地點。在作為墓園以前，該地點整片山頭皆屬於相思林，沒有正式道路僅有簡易小徑，園區的整理與開拓歷時約五、六年以上方有今貌。原先墓園規劃有2個墓穴，為給梅夫人韩咏华身後合葬使用，但韩咏华表示「自己不是清華人，不需如此安排」。7月28日動工興建、11月18日正式安葬。隔年由監察院院長于右任書寫「梅園」勒石，於梅貽琦逝世周年當日揭幕。主體建築為一方型大理石平台，採現代主義設計手法，連同鑄刻碑銘的高台牆面、方格水泥塊砌成的基座平台所構成，為下沉式墓園設計。墓牆上銘有總統蔣中正輓額「勳昭作育」以及總統褒揚令，墓碑覆石上銘有羅家倫題寫的「梅校長貽琦博士之墓」字樣，背面鑲有蔣夢麟撰寫的碑文。1969年4月27日，陵墓左前方的「梅亭」落成剪綵，為1918年、1948年級校友畢業50、30周年捐贈予母校的紀念物，亭簷內側「梅亭」二字由王壯為題寫，因其形似飛機雙翼起飛，故又名「機亭」。墓園右側另有一涼亭，以梅貽琦字「月涵」命名為「月涵亭」，1978年4月由梅貽琦胞弟梅貽寶捐建，亭內牆面文字採用梅貽琦遺墨，亭中地板設計有校徽，站在亭內校徽上面說話通過特殊設計能夠傳出極大回聲，因此別稱為「回聲亭」。2021年11月3日，獲文化部文資局指定登錄為新竹市市定紀念建築。

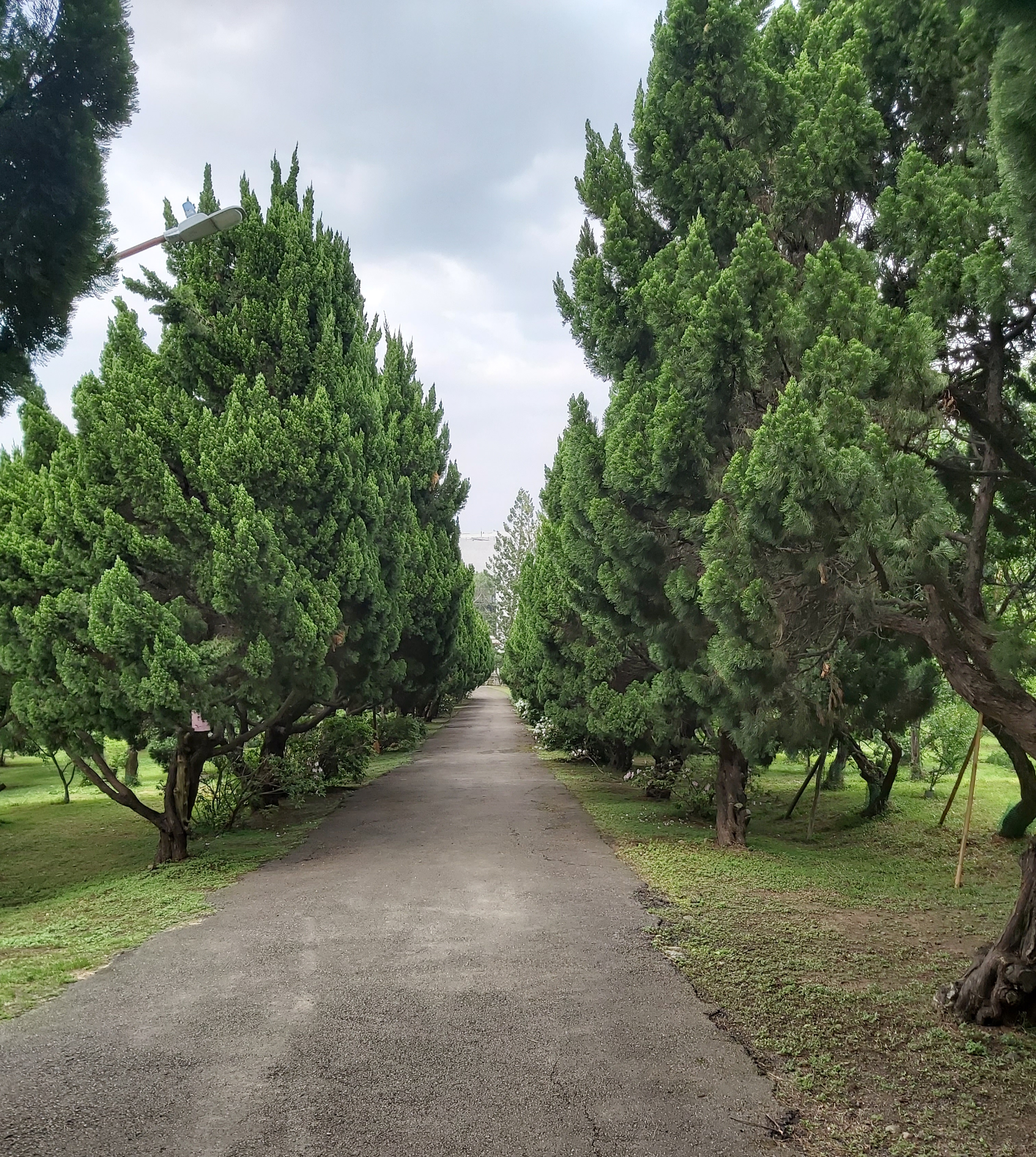
墓道與龍柏
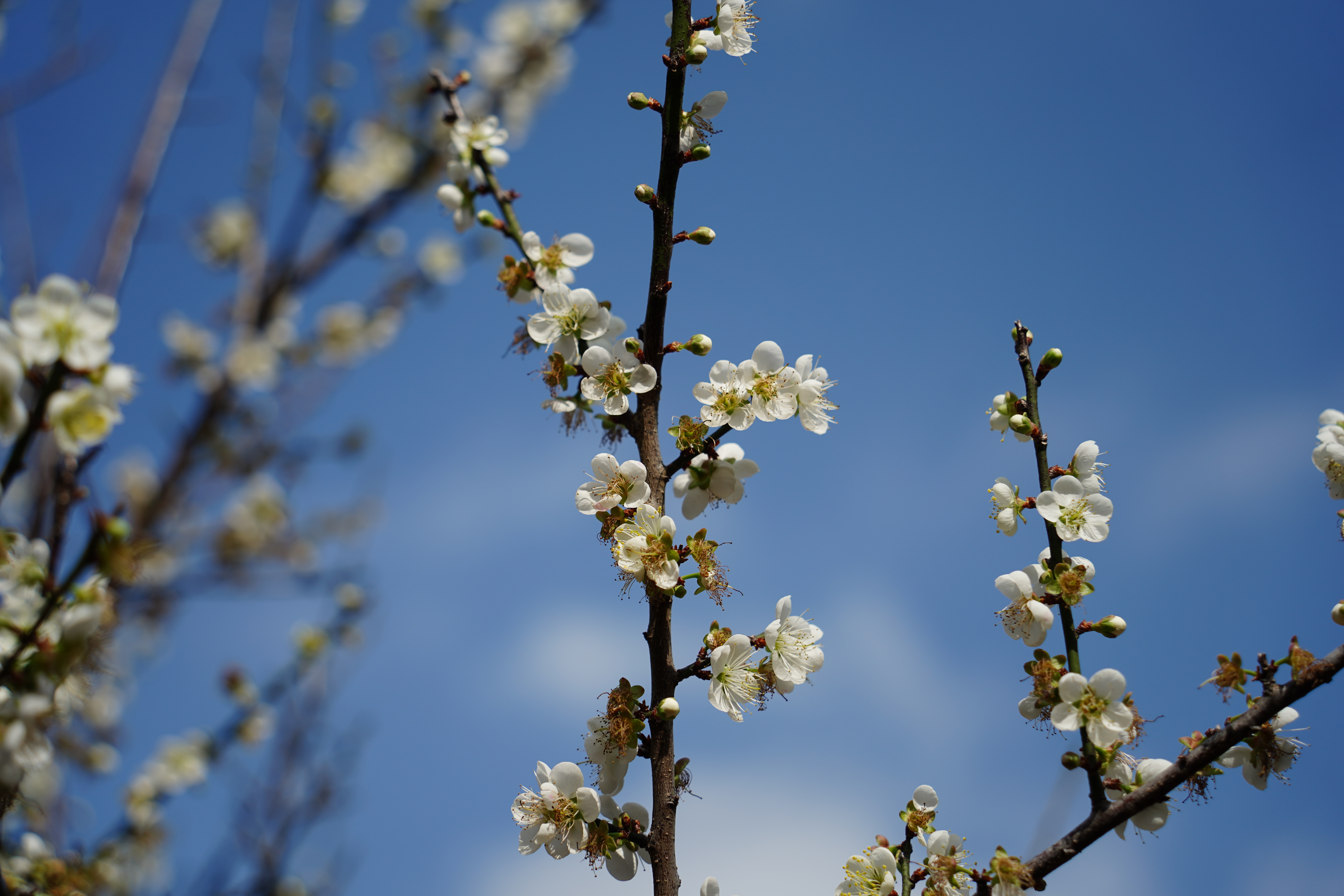
梅園之梅

## 逸事
- 據曾任清華工務處主任與教務長的朱樹恭口述：梅園本植桃樹，直到長出桃子才發現誤植，改種梅樹；此外，百棵梅樹是由時任國防部部長的蔣經國設法自嘉義縣梅山鄉移植而來。[8]
- 梅園每年固定會有兩次由校方發起的「祭梅」活動，一在新生入學時，各學院新生由院長率領祭拜；另一是在「梅竹賽」前，由校長主祭、校隊教練與學生陪祭。

## 延伸閱讀
- 陳力俊，《水清木華：清華的故事（增訂版）》（臺北：時報文化，2022年9月9日）

## 外部連結
- 梅園—校園景觀導覽
- 梅校長--梅園—國立清華大學 （页面存档备份，存于）
- 梅亭. 月涵亭—國立清華大學